# Megacyclops gigas
Megacyclops gigas – gatunek widłonoga z rodziny Cyclopidae. Opisał go w 1857 roku niemiecki zoolog Carl Claus, nadając mu nazwę Cyclops gigas.